# Fajã da Beira Mar

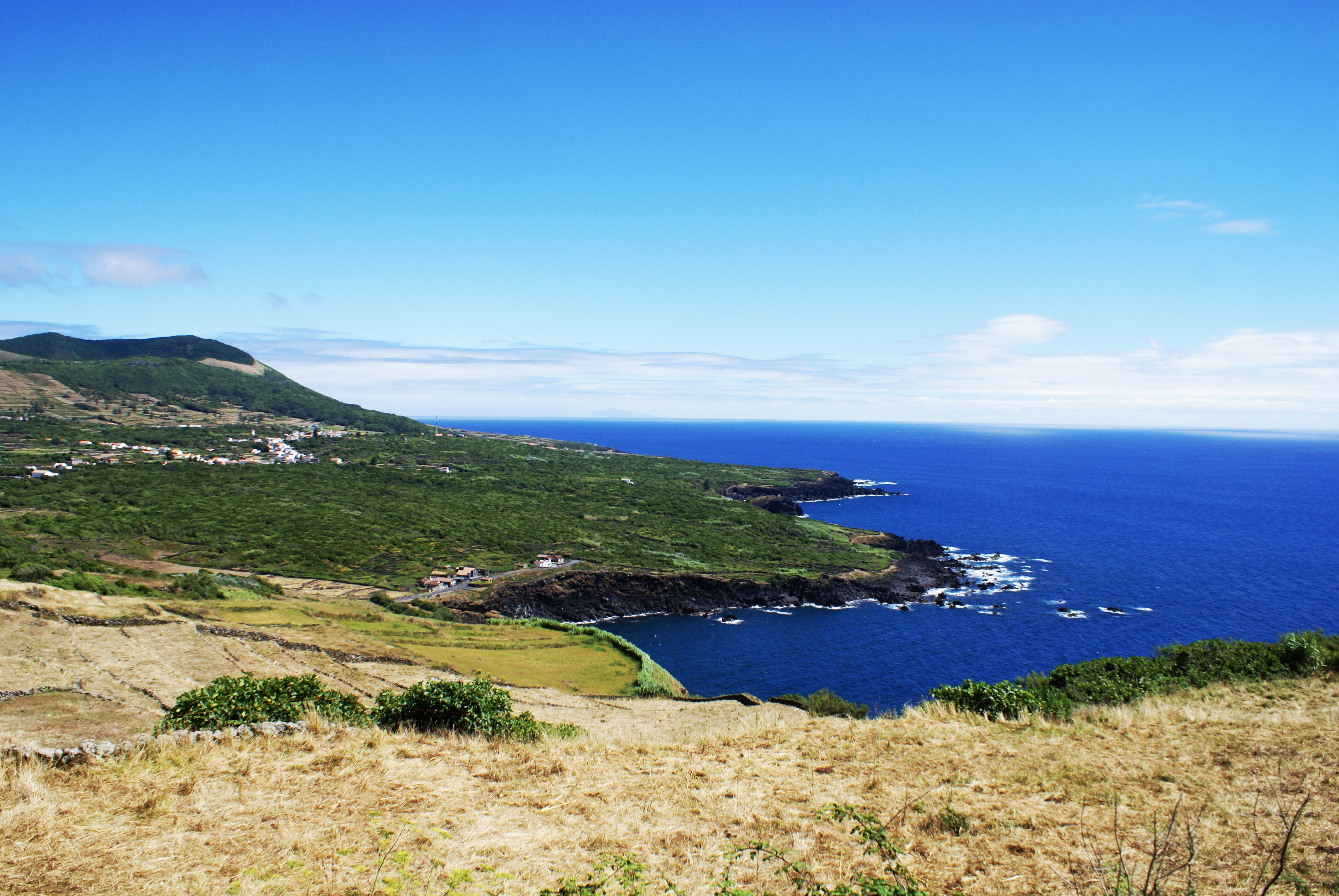
Fajã da Beira Mar, paisagem.

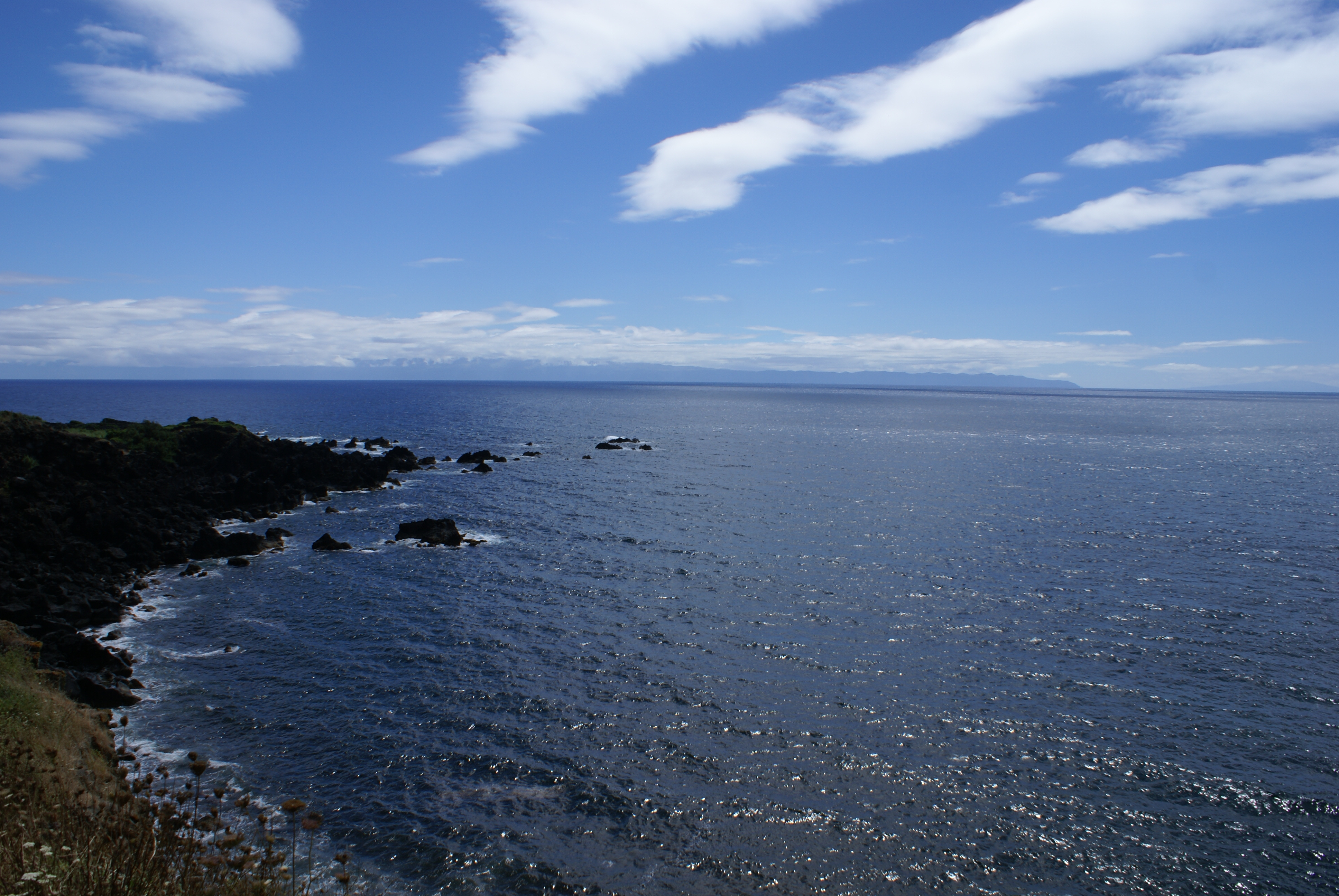
Fajã da Beira Mar, baía, aspectos.

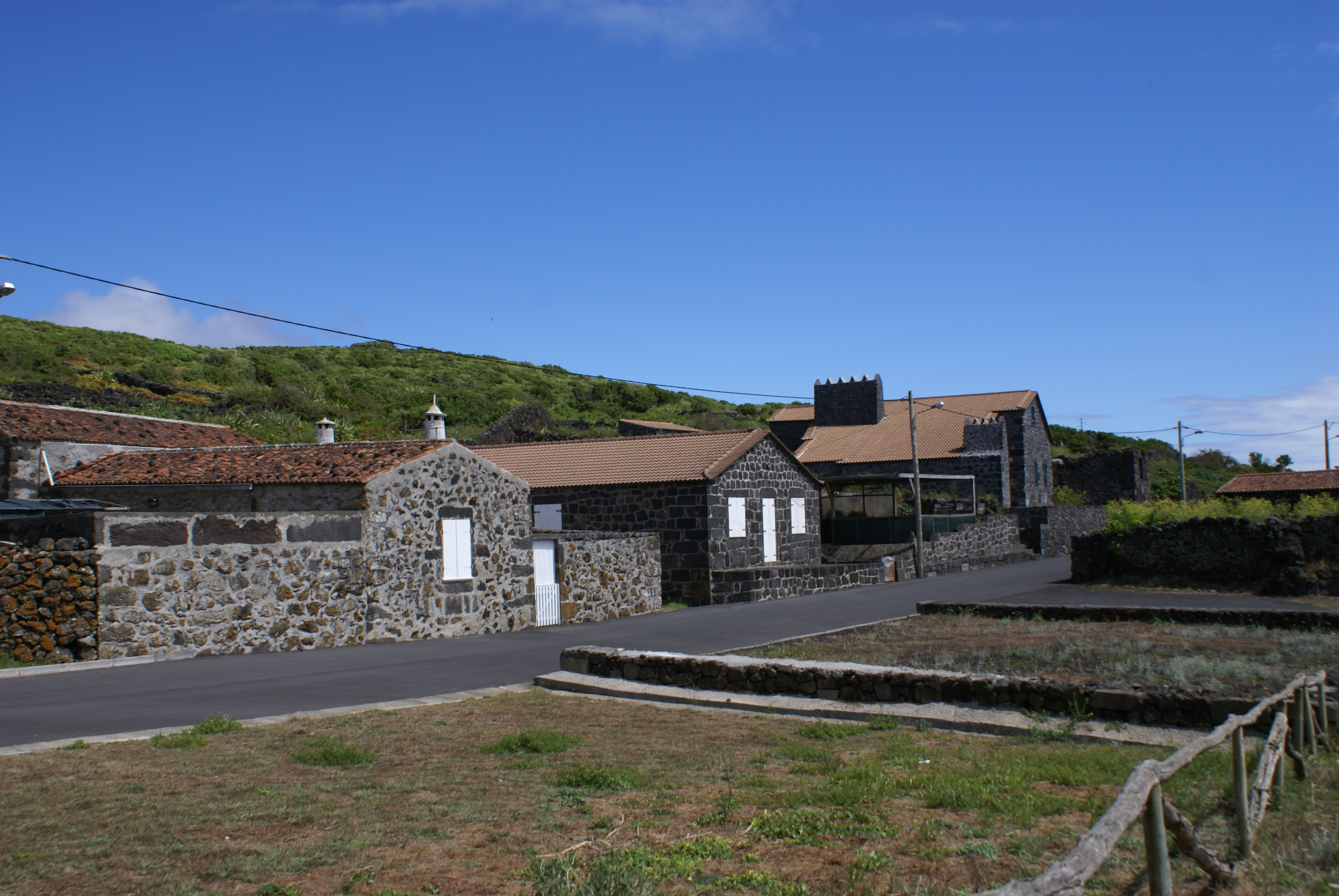
Fajã da Beira Mar, moradias tipicas.

A Fajã da Beira Mar ou mais comummente conhecida como Beira Mar da Luz é de uma Fajã portuguesa localizada no concelho de Santa Cruz da Graciosa, ilha Graciosa, Açores.
Esta fajã sobranceira à Serra Branca possui uma baía de apreciáveis dimensões e casas cuja construção em pedra lhe dão um aspecto muito próprio.
Em tempos idos esta localidade produziu vinho de grande qualidade, principalmente Verdelho. Actualmente e devido à partida da população mais jovem à procura de melhores condições de vida, a produção de vinho decaiu grandemente.